# Lista de prêmios e indicações recebidos por Coco
Coco (no Brasil, Viva - A Vida é Uma Festa) é um filme musical de animação computadorizada norte-americano de 2017, produzido pela Pixar Animation Studios e distribuído pela Walt Disney Studios Motion Pictures.
Baseado em uma ideia original de Lee Unkrich, o filme é dirigido por Unkrich e codirigido por Adrian Molina. A história é sobre um garoto de 12 anos chamado Miguel Rivera que acidentalmente é transportado para o mundo dos mortos, onde procura pela ajuda de seu tataravô músico para que ele o leve de volta para a sua família na terra dos vivos. O elenco de dublagem do filme conta com Anthony Gonzalez, Gael García Bernal, Benjamin Bratt, Alanna Ubach, Renée Victor, Ana Ofelia Murguía e Edward James Olmos.
Coco teve a sua pré-estreia mundial em 20 de outubro de 2017, durante o Festival Internacional de Cinema de Morelia, no México, sendo foi lançado nas salas de cinema do México na semana seguinte, no fim de semana anterior ao Dia dos Mortos, sendo posteriormente lançado em 3.900 cinemas nos Estados Unidos e no Canadá em 27 de novembro de 2017. O filme arrecadou US$ 807,1 milhões de dólares no mundo inteiro. O filme foi aclamado pela crítica, que elogiou a animação, as performances vocais, a trilha sonora, as canções, a história emocional e o respeito com a cultura mexicana.  No Rotten Tomatoes, o filme agora possui a pontuação de 97%, após 308 críticas. No portal Metacritic, Coco alcançou a metascore de 81 em até 100 pontos, após 48 críticas especializadas, indicando "aclamação universal".
Coco vem recebendo indicações a vários prêmios, conseguindo vencer a maioria deles. Recebeu duas indicações ao Globo de Ouro, vencendo na categoria de Melhor Filme de Animação e perdendo na categoria de Melhor Canção Original (por "Remember Me"). O filme disputou as categorias de Melhor Filme de Animação e Melhor Canção Original no Oscar 2018, vencendo em ambas as categorias. Também venceu o BAFTA de melhor filme de animação, assim como dois prêmios do Critics' Choice Award, nas categorias de melhor filme de animação original e melhor canção. No Annie Awards, Coco recebeu treze indicações e bateu o recorde de filme de animação mais premiado em um Annie ao ganhar onze prêmios, perdendo as outras duas indicações para si mesmo por ter ganho duas indicações a uma mesma categoria em duas situações. A produtora Darla K. Anderson venceu o prêmio por Melhor Produção de Filme de Animação para os Cinemas na 29ª edição do Producers Guild of America Awards. O filme também foi aclamado no Visual Effets Society Awards, vencendo os quatro prêmios aos quais foi indicado.

## Prêmios e indicações
| Prêmio                                        | Data da cerimônia       | Categoria                                                                                  | Receptor(es) e Indicado(s) | Resultado | Ref.                 |
| --------------------------------------------- | ----------------------- | ------------------------------------------------------------------------------------------ | --- | --------- | -------------------- |
| Oscar                                         | 4 de março de 2018      | Melhor Filme de Animação                                                                   | Lee Unkrich e Darla K. Anderson | Venceu    | [ 15 ] [ 16 ]        |
| Oscar                                         | 4 de março de 2018      | Melhor Canção Original                                                                     | "Remember Me" | Venceu    | [ 15 ] [ 16 ]        |
| Globo de Ouro                                 | 7 de janeiro de 2018    | Melhor Filme de Animação                                                                   | Coco | Venceu    | [ 13 ]               |
| Globo de Ouro                                 | 7 de janeiro de 2018    | Melhor Canção Original                                                                     | "Remember Me" | Indicado  | [ 13 ]               |
| BAFTA Awards                                  | 18 de fevereiro de 2018 | Melhor Filme de Animação                                                                   | Coco | Venceu    | [ 25 ]               |
| Annie Award                                   | 3 de fevereiro de 2018  | Melhor longa-metragem de animação                                                          | Coco | Venceu    | [ 20 ] [ 26 ] [ 27 ] |
| Annie Award                                   | 3 de fevereiro de 2018  | Melhores efeitos animados em um longa-metragem de animação                                 | Shaun Galinak, Dave Hale, Jason Johnston, Carl Kaphan, Keith Daniel Klohn                                                                                                  | Venceu    | [ 20 ] [ 26 ] [ 27 ] |
| Annie Award                                   | 3 de fevereiro de 2018  | Melhor animação de personagem em longa-metragem                                            | John Chun Chiu Lee | Venceu    | [ 20 ] [ 26 ] [ 27 ] |
| Annie Award                                   | 3 de fevereiro de 2018  | Melhor animação de personagem em longa-metragem                                            | Allison Rutland | Indicado  | [ 20 ] [ 26 ] [ 27 ] |
| Annie Award                                   | 3 de fevereiro de 2018  | Melhor design de personagem em um longa-metragem de animação                               | Daniel Arriaga, Daniela Strijleva, Greg Dykstra, Alonso Martinez, Zaruhi Galstyan                                                                                          | Venceu    | [ 20 ] [ 26 ] [ 27 ] |
| Annie Award                                   | 3 de fevereiro de 2018  | Melhor direção de um longa-metragem de animação                                            | Lee Unkrich e Adrian Molina | Venceu    | [ 20 ] [ 26 ] [ 27 ] |
| Annie Award                                   | 3 de fevereiro de 2018  | Melhor música em um longa-metragem de animação                                             | Michael Giacchino, Kristen Anderson-Lopez, Robert Lopez, Germaine Franco, Adrian Molina                                                                                    | Venceu    | [ 20 ] [ 26 ] [ 27 ] |
| Annie Award                                   | 3 de fevereiro de 2018  | Melhor design de produção em um longa-metragem de animação                                 | Harley Jessup, Danielle Feinberg, Bryn Imagire, Nathaniel McLaughlin, Ernesto Nemesio                                                                                      | Venceu    | [ 20 ] [ 26 ] [ 27 ] |
| Annie Award                                   | 3 de fevereiro de 2018  | Melhor storyboarding em um longa-metragem de animação                                      | Dean Kelly | Venceu    | [ 20 ] [ 26 ] [ 27 ] |
| Annie Award                                   | 3 de fevereiro de 2018  | Melhor storyboarding em um longa-metragem de animação                                      | Madeline Sharafian | Indicado  | [ 20 ] [ 26 ] [ 27 ] |
| Annie Award                                   | 3 de fevereiro de 2018  | Melhor dublagem em um longa-metragem de animação                                           | Anthony Gonzalez | Venceu    | [ 20 ] [ 26 ] [ 27 ] |
| Annie Award                                   | 3 de fevereiro de 2018  | Melhor roteiro em um longa-metragem de animação                                            | Adrian Molina e Matthew Aldrich | Venceu    | [ 20 ] [ 26 ] [ 27 ] |
| Annie Award                                   | 3 de fevereiro de 2018  | Melhor edição em um longa-metragem de animação                                             | Steve Bloom, Lee Unkrich, Greg Snyder, Tim Fox | Venceu    | [ 20 ] [ 26 ] [ 27 ] |
| ACE Eddie Awards                              | 26 de janeiro de 2018   | Melhor Edição em Filme de Animação                                                         | Steve Bloom | Venceu    | [ 28 ]               |
| African-American Film Critics Association     | 12 de dezembro de 2017  | Melhor Filme de Animação                                                                   | Coco | Venceu    | [ 29 ]               |
| African-American Film Critics Association     | 12 de dezembro de 2017  | Top 10 de Filmes                                                                           | Coco | Venceu    | [ 29 ]               |
| Alliance of Women Film Journalists            | 9 de janeiro de 2018    | Melhor Filme de Animação                                                                   | Coco | Venceu    | [ 30 ]               |
| Alliance of Women Film Journalists            | 9 de janeiro de 2018    | Melhor Personagem Feminina de Animação                                                     | Mama Imelda | Indicado  | [ 30 ]               |
| Art Directors Guild Awards                    | 27 de janeiro de 2018   | Melhor Design de Produção para Filme de Animação                                           | Harley Jessup | Venceu    | [ 31 ]               |
| Artios Awards                                 | 19 de janeiro de 2018   | Melhor Elenco de Filme de Animação                                                         | Coco | Venceu    | [ 32 ]               |
| Atlanta Film Critics Circle                   | 10 de dezembro de 2017  | Melhor Filme de Animação                                                                   | Coco | Venceu    | [ 33 ]               |
| Austin Film Critics Association               | 8 de janeiro de 2018    | Melhor Filme de Animação                                                                   | Coco | Venceu    | [ 34 ]               |
| AwardsCircuit Community Awards                | 7 de fevereiro de 2018  | Melhor Filme                                                                               | Coco | Indicado  | [ 35 ]               |
| AwardsCircuit Community Awards                | 7 de fevereiro de 2018  | Melhor Filme de Animação                                                                   | Coco | Venceu    | [ 35 ]               |
| AwardsCircuit Community Awards                | 7 de fevereiro de 2018  | Melhor Canção Original                                                                     | "Remember Me" | 2º lugar  | [ 35 ]               |
| Behind The Voice Actors Awards                | 15 de junho de 2018     | Melhor Performance de Personagem Principal Masculino em um Filme Cinematográfico           | Anthony Gonzalez | Indicado  | [ 36 ]               |
| Behind The Voice Actors Awards                | 15 de junho de 2018     | Melhor Performance de Personagem Principal Masculino em um Filme Cinematográfico           | Gael García Bernal | Indicado  | [ 36 ]               |
| Behind The Voice Actors Awards                | 15 de junho de 2018     | Melhor Performance de Personagem Coadjuvante Masculino em um Filme Cinematográfico         | Benjamin Bratt | Indicado  | [ 36 ]               |
| Behind The Voice Actors Awards                | 15 de junho de 2018     | Melhor Performance de Personagem Coadjuvante Feminina em um Filme Cinematográfico          | Alanna Ubach | Venceu    | [ 36 ]               |
| Behind The Voice Actors Awards                | 15 de junho de 2018     | Melhor Performance de Personagem Coadjuvante Feminina em um Filme Cinematográfico          | Renée Victor | Indicado  | [ 36 ]               |
| Behind The Voice Actors Awards                | 15 de junho de 2018     | Melhor Elenco de Dublagem em um Filme Cinematográfico                                      | Anthony Gonzalez, Gael García Bernal, Benjamin Bratt, Alanna Ubach, Ana Ofelia Murguía, Renée Victor e Edward James Olmos                                                  | Venceu    | [ 36 ]               |
| Black Film Critics Circle                     | 18 de dezembro de 2017  | Melhor Filme de Animação                                                                   | Coco | Venceu    | [ 37 ]               |
| Boston Online Film Critics Association        | 10 de dezembro de 2017  | Melhor Filme de Animação                                                                   | Coco | Venceu    | [ 38 ]               |
| Boston Society of Film Critics                | 10 de dezembro de 2017  | Melhor Filme de Animação                                                                   | Coco | Venceu    | [ 39 ] [ 40 ]        |
| Capri, Hollywood International Film Festival  | 2 de janeiro de 2018    | Melhor Filme de Animação                                                                   | Coco | Venceu    | [ 41 ] [ 42 ]        |
| Capri, Hollywood International Film Festival  | 2 de janeiro de 2018    | Melhor Canção Original                                                                     | "Remember Me" | Venceu    | [ 41 ] [ 42 ]        |
| Central Ohio Film Critics Association         | 4 de janeiro de 2018    | Melhor Filme de Animação                                                                   | Coco | Venceu    | [ 43 ] [ 44 ]        |
| Chicago Film Critics Association              | 12 de dezembro de 2017  | Melhor Filme de Animação                                                                   | Coco | Venceu    | [ 45 ] [ 46 ]        |
| Chicago Independent Film Critics Circle       | 30 de dezembro de 2017  | Melhor Filme de Animação                                                                   | Coco | Venceu    | [ 47 ]               |
| Cinema Audio Society Awards                   | 24 de fevereiro de 2018 | Melhor Som - Filme de Animação                                                             | Christopher Boyes, Vince Caro, Blake Collins, Joel Iwataki e Michael Semanick                                                                                              | Venceu    | [ 48 ]               |
| Cinema Writers Circle Awards (Espanha)        | 29 de janeiro de 2018   | Melhor Filme Estrangeiro                                                                   | Coco | Indicado  | [ 49 ]               |
| Critics' Choice Award                         | 11 de janeiro de 2018   | Melhor Filme de Animação                                                                   | Lee Unkrich | Venceu    | [ 18 ] [ 50 ]        |
| Critics' Choice Award                         | 11 de janeiro de 2018   | Melhor Canção                                                                              | "Remember Me" | Venceu    | [ 18 ] [ 50 ]        |
| Dallas-Fort Worth Film Critics Association    | 13 de dezembro de 2017  | Melhor Filme de Animação                                                                   | Coco | Venceu    | [ 51 ]               |
| Denver Film Critics Society                   | 15 de janeiro de 2018   | Melhor Filme de Animação                                                                   | Coco | Venceu    | [ 52 ]               |
| Denver Film Critics Society                   | 15 de janeiro de 2018   | Melhor Canção Original                                                                     | "Remember Me" | Venceu    | [ 52 ]               |
| Detroit Film Critics Society                  | 7 de dezembro de 2017   | Melhor Filme de Animação                                                                   | Coco | Indicado  | [ 53 ]               |
| Empire Awards                                 | 18 de março de 2018     | Melhor Filme de Animação                                                                   | Coco | Venceu    | [ 54 ] [ 55 ]        |
| Florida Film Critics Awards                   | 23 de dezembro de 2017  | Melhor Filme de Animação                                                                   | Coco | Venceu    | [ 56 ] [ 57 ]        |
| Georgia Film Critics Association              | 12 de janeiro de 2018   | Melhor Filme de Animação                                                                   | Coco | Venceu    | [ 58 ]               |
| Georgia Film Critics Association              | 12 de janeiro de 2018   | Melhor Canção Original                                                                     | "Remember Me" | Venceu    | [ 58 ]               |
| Gold Derby Awards                             | 1 de março de 2018      | Melhor Filme de Animação                                                                   | Lee Unkrich | Venceu    | [ 59 ]               |
| Gold Derby Awards                             | 1 de março de 2018      | Melhor Trilha Sonora                                                                       | Michael Giacchino | Indicado  | [ 59 ]               |
| Gold Derby Awards                             | 1 de março de 2018      | Melhor Canção Original                                                                     | "Remember Me" | Indicado  | [ 59 ]               |
| Golden Reel Awards                            | 18 de fevereiro de 2018 | Melhor Edição de Som - Filme de Animação                                                   | J.R. Grubbs, Chris Boyes, Marshall Winn, Michael Silvers, Michael Silvers, Justin Doyle, Jack Whittaker, Terry Eckton, Dee Selby, Jana Vance, Dennie Thorpe, Geoff Vaughan | Venceu    | [ 60 ] [ 61 ]        |
| Golden Reel Awards                            | 18 de fevereiro de 2018 | Melhor Edição de Som - Filme Musical                                                       | Stephen Davis and Warren Brown | Indicado  | [ 60 ] [ 61 ]        |
| Golden Schmoes Awards                         | 4 de março de 2018      | Melhor Filme de Animação do Ano                                                            | Coco | Venceu    | [ 62 ]               |
| Golden Tomato Awards                          | 3 de janeiro de 2018    | Mais Bem-Avaliado Filme de Animação                                                        | Coco | Venceu    | [ 63 ] [ 64 ]        |
| Golden Tomato Awards                          | 3 de janeiro de 2018    | Mais Bem-Avaliado Filme Lançado Mundialmente                                               | Coco | 9º lugar  | [ 63 ] [ 64 ]        |
| Guild of Music Supervisors Awards             | 8 de fevereiro de 2018  | Melhor Supervisão Musical para um Filme de Orçamento Superior a US$ 25 milhões de dólares. | Tom MacDougall | Indicado  | [ 65 ]               |
| Guild of Music Supervisors Awards             | 8 de fevereiro de 2018  | Melhor Canção/Gravação Criada para um Filme                                                | "Remember Me" | Indicado  | [ 65 ]               |
| Hawaii Film Critics Society                   | 17 de janeiro de 2018   | Melhor Filme de Animação do Ano                                                            | Coco | Venceu    | [ 66 ]               |
| Hawaii Film Critics Society                   | 17 de janeiro de 2018   | Melhor Canção                                                                              | Remember Me | Indicado  | [ 66 ]               |
| Heartland Film Festival                       | 23 de novembro de 2017  | Prêmio de Filme Realmente Comovente                                                        | Lee Unkrich | Venceu    | [ 67 ]               |
| Hollywood Film Awards                         | 5 de novembro de 2017   | Melhor Animação de Hollywood                                                               | Lee Unkrich e Darla K. Anderson | Venceu    | [ 68 ]               |
| Hollywood Music in Media Awards               | 16 de novembro de 2017  | Melhor Trilha Sonora - Filme de Animação                                                   | Michael Giacchino | Venceu    | [ 69 ]               |
| Houston Film Critics Society Awards           | 6 de janeiro de 2018    | Melhor Filme de Animação                                                                   | Coco | Venceu    | [ 70 ]               |
| Houston Film Critics Society Awards           | 6 de janeiro de 2018    | Melhor Canção Original                                                                     | "Remember Me" | Venceu    | [ 70 ]               |
| Humanitas Prize                               | 16 de fevereiro de 2018 | Filme - Família                                                                            | Lee Unkrich, Adrian Molina, Jason Katz e Matthew Aldrich | Indicado  | [ 71 ]               |
| ICP Award                                     | 19 de dezembro de 2017  | Melhor Filme de Animação                                                                   | Coco | Venceu    | [ 72 ]               |
| IGN Awards                                    | 19 de dezembro de 2017  | Melhor Filme de Animação                                                                   | Coco | Venceu    | [ 73 ]               |
| Imagen Awards                                 | 25 de agosto de 2018    | Melhor Filme                                                                               | Coco | Venceu    | [ 74 ]               |
| Imagen Awards                                 | 25 de agosto de 2018    | Melhor Diretor                                                                             | Lee Unkrich | Venceu    | [ 74 ]               |
| Indiana Film Journalists Association Awards   | 18 de dezembro de 2017  | Melhor Filme de Animação                                                                   | Coco | Venceu    | [ 75 ]               |
| International Cinephile Society Awards        | 4 de fevereiro de 2018  | Melhor Filme de Animação                                                                   | Coco | 2º lugar  | [ 76 ]               |
| International Film Music Critics Association  | 22 de fevereiro de 2018 | Melhor Trilha Sonora de Filme de Animação                                                  | Coco | Indicado  | [ 77 ]               |
| International Online Cinema Awards            | 2 de março de 2018      | Melhor Filme de Animação                                                                   | Lee Unkrich e Darla K. Anderson | Venceu    | [ 78 ] [ 79 ]        |
| International Online Cinema Awards            | 2 de março de 2018      | Melhor Canção Original                                                                     | "Remember Me" | Indicado  | [ 78 ] [ 79 ]        |
| Iowa Film Critics Association                 | 9 de janeiro de 2018    | Melhor Filme de Animação                                                                   | Coco | Venceu    | [ 80 ]               |
| Kansas City Film Critics Circle Award         | 18 de dezembro de 2017  | Melhor Filme de Animação                                                                   | Coco | Venceu    | [ 81 ]               |
| Kids' Choice Awards                           | 24 de março de 2018     | Filme de Animação Favorito                                                                 | Coco | Venceu    | [ 82 ]               |
| Las Vegas Film Critics Awards                 | 18 de dezembro de 2017  | Melhor Filme de Animação                                                                   | Coco | Venceu    | [ 83 ] [ 84 ]        |
| Las Vegas Film Critics Awards                 | 18 de dezembro de 2017  | Melhor Canção Original                                                                     | "Remember Me" | Venceu    | [ 83 ] [ 84 ]        |
| Los Angeles Film Critics Association          | 12 de janeiro de 2018   | Melhor Filme de Animação                                                                   | Coco | 2º lugar  | [ 85 ]               |
| Los Angeles Online Film Critics               | 19 de dezembro de 2017  | Melhor Filme de Animação                                                                   | Coco | Venceu    | [ 86 ]               |
| National Board of Review                      | 9 de janeiro de 2018    | Melhor Filme de Animação                                                                   | Coco | Venceu    | [ 87 ]               |
| Nevada Film Critics Society Awards            | 23 de dezembro de 2017  | Melhor Filme de Animação                                                                   | Coco | Venceu    | [ 88 ] [ 89 ]        |
| New York Film Critics Circle                  | 3 de janeiro de 2018    | Melhor Filme de Animação                                                                   | Coco | Venceu    | [ 90 ]               |
| New York Film Critics Online                  | 10 de dezembro de 2017  | Melhor Filme de Animação                                                                   | Coco | Venceu    | [ 91 ] [ 92 ]        |
| North Carolina Film Critics Association       | 2 de janeiro de 2018    | Melhor Filme de Animação                                                                   | Coco | Venceu    | [ 93 ] [ 94 ]        |
| North Texas Film Critics Association          | 18 de dezembro de 2017  | Melhor Filme de Animação                                                                   | Coco | Venceu    | [ 95 ] [ 96 ]        |
| Oklahoma Film Critics Circle                  | 2 de janeiro de 2018    | Melhor Filme de Animação                                                                   | Coco | Venceu    | [ 97 ]               |
| Online Film Critics Society                   | 28 de dezembro de 2017  | Melhor Filme de Animação                                                                   | Coco | Venceu    | [ 98 ]               |
| Online Film & Television Association Awards   | 18 de fevereiro de 2018 | Melhor Filme de Animação                                                                   | Coco | Venceu    | [ 99 ]               |
| Online Film & Television Association Awards   | 18 de fevereiro de 2018 | Melhor Canção Original                                                                     | "Remember Me" | Venceu    | [ 99 ]               |
| Online Film & Television Association Awards   | 18 de fevereiro de 2018 | Melhor Canção Adaptada                                                                     | La Llorona | Indicado  | [ 99 ]               |
| Online Film & Television Association Awards   | 18 de fevereiro de 2018 | Melhor Performance de Dublagem                                                             | Anthony Gonzalez | 2º lugar  | [ 99 ]               |
| Online Film & Television Association Awards   | 18 de fevereiro de 2018 | Melhor Performance de Dublagem                                                             | Gael García Bernal | Indicado  | [ 99 ]               |
| Online Film & Television Association Awards   | 18 de fevereiro de 2018 | Momento Mais Cinemático                                                                    | Miguel cantando para Mamá Coco | Indicado  | [ 99 ]               |
| Philadelphia Film Critics                     | 10 de dezembro de 2017  | Melhor Filme de Animação                                                                   | Coco | Venceu    | [ 100 ]              |
| Philadelphia Film Critics                     | 10 de dezembro de 2017  | Melhor Trilha Sonora                                                                       | Michael Giacchino | Venceu    | [ 100 ]              |
| Phoenix Critics Circle                        | 16 de dezembro de 2017  | Melhor Filme de Animação                                                                   | Coco | Venceu    | [ 101 ] [ 102 ]      |
| Phoenix Film Critics Society Awards           | 19 de dezembro de 2017  | Melhor Filme de Animação                                                                   | Coco | Venceu    | [ 103 ] [ 104 ]      |
| Phoenix Film Critics Society Awards           | 19 de dezembro de 2017  | Melhor Canção Original                                                                     | "Remember Me" | Venceu    | [ 103 ] [ 104 ]      |
| Producers Guild of America Awards             | 20 de janeiro de 2018   | Melhor Produção de Filme de Animação para os Cinemas                                       | Darla K. Anderson, Mary Alice Drumm e David Park | Venceu    | [ 105 ]              |
| San Diego Film Critics Society                | 11 de dezembro de 2017  | Melhor Filme de Animação                                                                   | Coco | Indicado  | [ 106 ]              |
| San Francisco Film Critics Circle             | 10 de dezembro de 2017  | Melhor Filme de Animação                                                                   | Coco | Venceu    | [ 107 ]              |
| Satellite Awards                              | 10 de fevereiro de 2018 | Melhor Filme de Animação ou Mídia Mixa                                                     | Coco | Venceu    | [ 108 ] [ 109 ]      |
| Satellite Awards                              | 10 de fevereiro de 2018 | Melhor Som                                                                                 | Coco | Indicado  | [ 108 ] [ 109 ]      |
| Saturn Awards                                 | 27 de junho de 2018     | Melhor Filme de Animação                                                                   | Coco | Venceu    | [ 110 ]              |
| Saturn Awards                                 | 27 de junho de 2018     | Melhor Trilha Sonora                                                                       | Michael Giacchino | Venceu    | [ 110 ]              |
| Seattle Film Critics Association              | 18 de dezembro de 2017  | Melhor Filme de Animação                                                                   | Coco | Venceu    | [ 111 ] [ 112 ]      |
| Southeast Film Critics                        | 18 de dezembro de 2017  | Melhor Filme de Animação                                                                   | Coco | Venceu    | [ 113 ]              |
| St. Louis Film Critics Association            | 17 de dezembro de 2017  | Melhor Filme de Animação                                                                   | Lee Unkrich | Venceu    | [ 114 ]              |
| Teen Choice Awards                            | 12 de agosto de 2018    | Melhor Filme de Fantasia                                                                   | Coco | Venceu    | [ 115 ]              |
| Teen Choice Awards                            | 12 de agosto de 2018    | Melhor Ator em Filme de Fantasia                                                           | Anthony Gonzalez | Venceu    | [ 115 ]              |
| Teen Choice Awards                            | 12 de agosto de 2018    | Melhor Ator em Filme de Fantasia                                                           | Gael García Bernal | Indicado  | [ 115 ]              |
| Toronto Film Critics Association              | 10 de dezembro de 2017  | Melhor Filme de Animação                                                                   | Coco | 2º lugar  | [ 116 ]              |
| Utah Film Critics Association                 | 18 de dezembro de 2017  | Melhor Filme de Animação                                                                   | Coco | Venceu    | [ 117 ]              |
| Village Voice Film Poll Awards                | 16 de fevereiro de 2018 | Melhor Filme de Animação                                                                   | Coco | Venceu    | [ 118 ]              |
| Visual Effects Society Awards                 | 13 de fevereiro de 2018 | Melhores Efeitos Visuais em Filme de Animação                                              | Lee Unkrich, Darla K. Anderson, David Ryu e Michael K. O'Brien | Venceu    | [ 119 ]              |
| Visual Effects Society Awards                 | 13 de fevereiro de 2018 | Melhor Personagem Animado em Filme de Animação                                             | Emron Grover, Jonathan Hoffman, Michael Honsel, Guilherme Sauerbronn Jacinto, por "Héctor"                                                                                 | Venceu    | [ 119 ]              |
| Visual Effects Society Awards                 | 13 de fevereiro de 2018 | Melhor Ambiente Criado em Filme de Animação                                                | Michael Frederickson, Jamie Hecker, Jonathan Pytko e Dave Strick, pela "Cidade dos Mortos"                                                                                 | Venceu    | [ 119 ]              |
| Visual Effects Society Awards                 | 13 de fevereiro de 2018 | Melhores Efeitos de Simulação em Filme de Animação                                         | Kristopher Campbell, Stephen Gustafson, Dave Hale e Keith Klohn | Venceu    | [ 119 ]              |
| Washington D.C. Area Film Critics Association | 8 de dezembro de 2017   | Melhor Filme de Animação                                                                   | Coco | Venceu    | [ 120 ] [ 121 ]      |
| Washington D.C. Area Film Critics Association | 8 de dezembro de 2017   | Melhor Performance de Dublagem                                                             | Anthony Gonzalez | Venceu    | [ 120 ] [ 121 ]      |
| Washington D.C. Area Film Critics Association | 8 de dezembro de 2017   | Melhor Performance de Dublagem                                                             | Gael García Bernal | Indicado  | [ 120 ] [ 121 ]      |
| Washington D.C. Area Film Critics Association | 8 de dezembro de 2017   | Melhor Trilha Sonora                                                                       | Michael Giacchino | Indicado  | [ 120 ] [ 121 ]      |
| Women Film Critics Circle Awards              | 22 de dezembro de 2017  | Melhor Filme para a Família                                                                | Coco | Venceu    | [ 122 ] [ 123 ]      |
| Women Film Critics Circle Awards              | 22 de dezembro de 2017  | Melhor Personagem Feminina de Animação                                                     | Mama Imelda | Venceu    | [ 122 ] [ 123 ]      |
| World Soundtrack Awards                       | 18 de outubro de 2018   | Melhor Canção Original Escrita Diretamente para um Filme                                   | "Remember Me" | Indicado  | [ 124 ]              |